# Башкирка (приток Шагана)
Башкирка — река в России, протекает в Оренбургской области. Правый приток Шагана.
Название объясняют тем, что на берегах реки в старину кочевали башкиры.

## Описание
Длина реки составляет 42 км. Исток на возвышенности Синий Сырт, в 3 км к югу от села Сергеевка в Курманаевском районе. В верховьях течёт немного на запад, далее течёт на юго-восток по Первомайскому району. Впадает в Шаган по правому берегу в селе Соболево (198 км от устья).
Река пересыхающая. Имеются пруды в верховьях реки и на притоках. Территория водосбора почти безлесная, относится к степной зоне.
Населённые пункты на берегах (от истока): Источный, Мансурово, Назаровка, Фурманов, Приречный, Башкировка, Соболево. В бассейне также расположены Советское, Тюльпан и другие.
В бассейне ведётся добыча нефти (Росташинское, Сахаровское, Конновское месторождения).
Вблизи истока реку пересекает железная дорога Пугачёв — Красногвардеец.

## Притоки
(от устья, в скобках указана длина в км)
- 9 км лв: Грязнушка (12)
- 17 км пр: Коневская Башкирка (15)
- 25 км пр: Быковская Башкирка (13)

## Данные водного реестра
По данным государственного водного реестра России относится к Уральскому бассейновому округу, водохозяйственный участок реки — российская часть бассейна реки Урал ниже впадения в него реки Сакмара без реки Илек. Речной бассейн реки — Урал (российская часть бассейна).
Код объекта в государственном водном реестре — 12010001012112200010269.